# Avenida Pantaleón Gómez
La avenida Pantaleón Gómez es una importante arteria de la Ciudad de Formosa, lleva el nombre de Pantaleón Gómez (1833 - 1880) gobernador del Territorio Nacional del Chaco entre 1877 y 1878.

## Historia
La avenida ya existía a mediados de 1937, y siempre mantuvo su nombre. El pavimento recién llega en el año 1996. Actualmente mantiene el mismo nombre y tiene boulevares o canteros centrales que dividen los carriles.

## Recorrido
La avenida inicia en un punto de encuentro cuatripartito, en el cual confluye con las avenidas Sargento Cabral (continuación de Pantaleón Gómez), González Lelong y Dr. Néstor Kirchner. Estas cuatro avenidas parten desde este punto, discurriendo en distintas direcciones, tomando como referencia los números ascendentes.
En el caso de la Avenida Pantaleón Gómez, la misma discurre en dirección noroeste-sudeste, desde el 0 hacia los números ascendentes. Tomando ese sentido, la avenida va discurriendo marcando el punto de inicio de distintas calles y avenidas. Ocho cuadras después del punto de encuentro, interseca a la Avenida Dr. Luis Gutnisky, la cual cambia de nombre a Avenida 25 de Mayo. Su recorrido continúa en las siguientes ocho cuadras, hasta intersecar el empalme que da inicio a las avenidas Napoleón Uriburu y Arturo Frondizi, tras las cuales finaliza el tramo pavimentado y de doble mano demarcada. Tras este empalme, la avenida discurre en un tramo tortuoso, estrecho y sin pavimentar, aunque de doble sentido, el cual se extiende a lo largo de siete cuadras, hasta desembocar en el Terraplén de la Defensa Sur.
Es una de las cuatro avenidas de Formosa que demarcan el punto de inicio de las demás avenidas y calles, confluyendo en una misma esquina con las avenidas Sargento Cabral (de la cual es su continuación), Dr. Néstor Kirchner y González Lelong.

## Lugares emblemáticos
- Cementerio Virgen del Carmen
- Escuela N.º 124, Luis Jorge Fontana
- Monumento a los caídos en Malvinas.
- Colegio San Martín
- Hospital de Alta Complejidad Pte. Juan Domingo Perón

- Datos: Q5713959